# 일본의 고교 야구

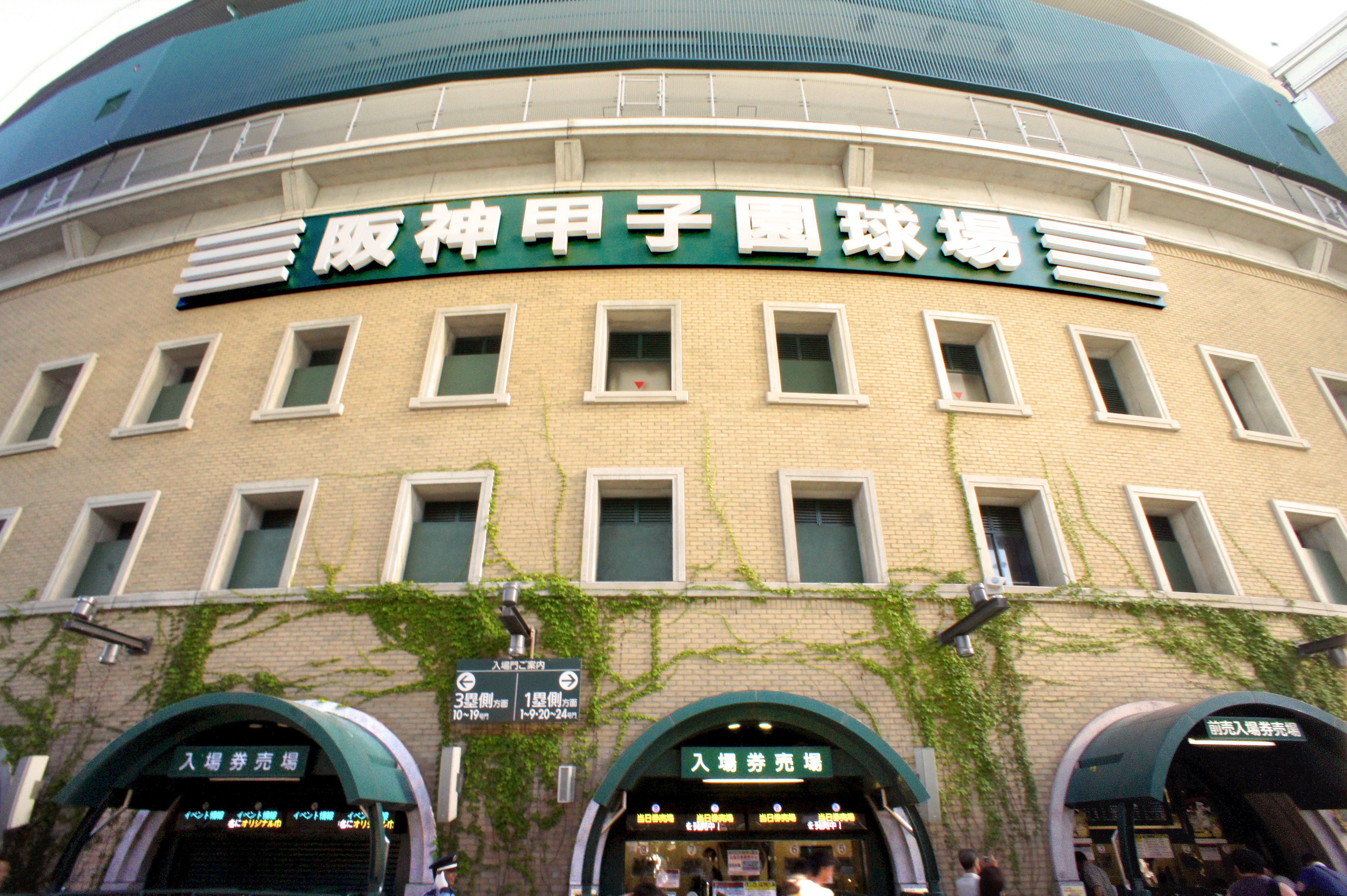
한신 고시엔 구장

일본의 고교 야구(일본어: 高校野球 고코야큐[*])는 일본의 중등교육학교 후기 과정 및 고등학교의 학생, 고등전문학교의 1학년에서 3학년 학생이 하는 야구이다. 특히 한신 고시엔 구장에서 열리는 두 전국적인 남자 경식 야구 대회는 고시엔 대회로 불리고 있다.
과거에 있었던 (구제)고등학교 야구와는 명칭이 같은데, 이는 현재의 대학 야구의 전신이며, 현재 고교 야구의 전신은 구 학제의 중등 야구에 해당한다. 전쟁 이후 학제 개혁에 의한 재편과 명칭의 변경이 있었기 때문이다.
한편, 공식대회에서는  18번까지만 엔트리 숫자에 맞춰 등번호 배분이 허용됐으나 2023년부터 20번까지 늘려졌으며 1931년 제 8회 선발 중등학교 야구대회 때 처음 등번호가 허용됐지만 이 대회(여름 대회는 등번호 채용되지 않음)를 끝으로 폐지됐다가 1954년 제 36회 전국 고교야구 선수권대회(여름)에서 부활됐으나 감독 코치에게는 등번호가 허용되지 않는다.

## 대회

### 남자 경식

#### 전국 대회
일반적으로 신입생 (1학년) 선수는 여름 대회 밖에 출전하지 못하기 때문에(봄 대회는 새로운 학기의 2학년과 3학년 선수들만 참가가 가능하다) 고시엔 출장의 기회는 3년간 최대 5회가 된다.
선발 고등학교 야구 대회
- 출전 학교 수 32개교(기념대회에서는 34개교 또는 36개교)
- 매년 3월 하순부터 4월 상순에 걸쳐 개최된다. 가을 지구 대회 성적을 기준으로 선발되는 일반 전형 28개교, 특별 전형으로 21세기 전형 3개교와 메이지 진구 대회 전형 1개교(메이지 진구 대회 전형은 획득 지구의 일반 전형의 한도를 늘려줌) 등 총 32개교가 맞붙는 토너먼트 대회이다. 2003년부터 2008년까지 희망 전형이라는 전형에서 1개교가 참가하기도 하였다(이때는 21세기 전형이 2개교). 지구 대회의 성적과 전형에 따라서 동일한 부현에서 2개교 이상이 출전할 수도 있다(일반 전형에서 3개교 선출은 불가능하기 때문에 3개교의 출전은 21세기 전형을 획득했을 경우에 가능). 2008년의 제80회 기념 대회에는 일반 전형 30개교, 21세기 전형 3개교, 희망 전형 1개교, 메이지 진구 대회 전형 2개교 등 총 36개교가 참가했으며 2013년의 제85회 기념 대회에는 일반 전형 30개교, 21세기 전형 4개교, 메이지 진구 대회 전형 1개교, 도호쿠 인연 전형 1개교 등 총 36개교가 참가하였다.
- 우승 학교에는 큰 자색의 우승 깃발이 주어진다.

전국 고등학교 야구 선수권 대회
- 출전 학교 수 49개교(기념 대회에서는 55개교)
- 매년 8월에 개최된다. 각 부현에서 1개교 씩, 남 홋카이도와 북 홋카이도의 2개교, 동 도쿄와 서 도쿄의 2개교로 총 49개교에 의한 토너먼트 대회로 6월 중순부터 7월 하순까지 열리는 지방 대회(우천으로 순연될 경우 8월까지 진행되는 경우도 있다)에 우승해야 참가할 수 있다.1998년의 제80회 기념 대회와 2008년 제90회 기념 대회에는 기존의 홋카이도와 도쿄를 포함해 사이타마, 가나가와, 지바, 아이치, 오사카, 효고에서도 2개교의 참가가 결정되어 총 55개교가 경쟁했다.
- 국민적 행사라고 불릴 정도로 최고의 고조를 보여주는 학생 스포츠 최대의 대회이다. 우승 학교에는 큰 주홍색의 우승 깃발이 주어진다.

국민 체육 대회 경식부
- 출전 학교 수 12개교
- 매년 10월에 개최된다. 선수권 대회의 성적 순으로 상위에서 선발된 11개교에 개최지 전형 1개교를 더해 12개교에 의한 토너먼트 대회로 시즌 마지막 전국 대회이다. 일정의 여유가 없기 때문에 우천 중지가 된 경우에는 더블 헤더로 진행하거나 공동 우승으로 처리하는 경우도 있다. 가을 지구 대회 중에 이루어지는 것이기 때문에 3학년만 참가하는 경우도 있다. 공개 경기이기 때문에 성적은 천황배에 포함되지 않는다.

메이지 진구 야구 대회 고교부
- 출전 학교 수 10개교
- 매년 11월에 개최되며 가을 지구 대회에서 우승한 10팀이 참가하는 토너먼트 대회로 새로운 팀의 전국 대회이다. 출전 학교는 각 지구 대회에서 우승하면 이듬해의 선발 대회의 출전이 확실시되는 팀이 얼마 없어 사실상 전초전의 의미를 갖는다. 이 대회에서 우승하는 학교의 지구는 이듬해의 선발 대회 출전권을 하나 더 획득하게 된다. 2007년 제37회 대회에서는 결승에 진출한 두 지역에 2008년 선발 대회의 출전권이 추가로 주어졌다.
- 1982년부터 1998년까지 도호쿠·홋카이도와 주코쿠·시코쿠는 격년으로 출전했으며 1999년까지 추계 대회 일정의 형편상 지구에는 우승 학교가 출전한다고는 할 수 없었기 때문에 일단은 초청 경기의 색채가 짙었다. 우승 학교만 출전하게 된 현재에도 출전 학교의 주력 선수를 보호할 수 있다.

##### 개최
전국 대회는 일본 고등학교 야구 연맹과 신문사(봄의 선발 고등학교 야구 대회는 마이니치 신문, 여름의 전국 고등학교 야구 선수권 대회·전국 고등학교 연식 야구 선수권 대회는 아사히 신문)가 실시하고 있다.
2010년부터 선발 대회의 후원으로 아사히 신문이, 선수권 대회의 후원으로 마이니치 신문이, 완성 이후 두 대회의 장소를 제공해왔던 한신 고시엔 구장이 특별 협력으로 참가했다.
지방 대회는 각 도도부현의 고등학교 야구 연맹 등이 주최한다(여름의 선수권 대회를 결정하기 위한 대회는 아사히 신문사도 협력).
메이지 진구 야구 대회 고교부는 일본 학생 야구 협회와 메이지 신궁의 주최이며 고등학교 야구 연맹은 관여하지 않는다. 따라서 운영 규칙은 대학부와 같으며 콜드 게임 규정 및 응원 규칙 등도 고등학교 야구 연맹의 주최 대회와는 다르다.

#### 지방 대회
추계 도도부현 대회
새로운 팀의 첫 공식전이다. 지역에 따라 미리 토너먼트 방식이나 리그 방식 등으로 지역 대회를 실시해 도도부현 수준의 대회 출전 학교를 결정하는 경우도 많다. 또한 가을철 지역 대회 전에 신인 대회를 실시해 가을 도도부현 대회의 시드 학교를 결정하는 지역도 볼 수 있다. 성적이 우수한 학교는 지구 대회에 진출한다.
추계 지구 대회
홋카이도, 도호쿠, 간토, 도쿄, 도카이, 호쿠신에쓰, 긴키, 주고쿠, 시코쿠, 규슈의 10개 지구에서 각각 지구 대회가 개최된다. 도쿄 지구가 간토 지구와 별도로 나뉘어 있는 것은 선발 대회의 대표 선발에서 도쿄는 간토와 별도로 출전권이 주어져 있기 때문이다. 선발 대회의 예선은 아니지만 이 대회의 성적이 이듬해의 선발 대회 출전의 학교를 정하는 전형에서 중요한 자료가 된다. 또한 이 대회는 메이지 진구 야구 대회의 예선을 겸하고 있어 각 지구 대회의 우승 학교가 메이지 진구 야구 대회에 참가할 수 있는 출전권을 얻는다.
춘계 도도부현 대회
성적이 우수한 학교는 춘계 지구 대회에 출전한다. 이 대회의 성적을 바탕으로 여름 대회의 시드 출장 학교를 결정하는 지역도 많다. 특히 시코쿠와 규슈의 선발 대회 출전 학교는 일정 문제로 참가하지 않고 찬스 매치(도도부현 대회 우승 학교와 춘계 지구 대회 출전(순위) 결정전)만 출전하거나 예선이 면제된 지구 대회에 출전하는 경우가 있다. 이 대회에서 1학년의 출전이 가능하게 된다.
선수권 대회 지역 예선(하계 도도부현 대회)
매년 6월 중순부터 7월에 걸쳐 개최되며 우승 학교는 여름 고시엔에 출전할 수 있다. 3학년에게는 선수로서 맞이하는 마지막 공식 대회이며, 패전은 곧 "은퇴"를 의미한다. 이 대회에서 탈락한 팀은 세대 교체가 이루어져 다시 가을 대회를 향해 1·2학년의 새로운 팀이 시작하게 된다.
기타
신인 대회, 1학년 대회, 지역 리그, 지방 트로피

### 남자 연식
전국 고등학교 연식 야구 선수권 대회
국민 체육 대회 연식부
전국 고등학교 정시제 통신제 연식 야구 대회

### 여자 경식
전국 고등학교 여자 경식 야구 선발 대회
전국 고등학교 여자 경식 야구 선수권 대회

### 여자 연식
전국 고등학교 여자 연식 야구 선수권 대회

## 심판진
고교 야구 심판은 고교 야구 심판의 자격증이 필요하며, 각 도도부현의 야구 연맹에 심판부에 등록이 된 고교 야구 심판 중 각 도도부현 고교 야구 연맹 이사회의 추천으로 고시엔에 출전하는 심판을 결정한다. 따라서 심판진은 원래 야구 경험이 있는 경우가 보통이며 모두 자원 봉사자이다.

## 같이 보기
- 한신 고시엔 구장
- 대한민국의 고교 야구
- 응원단

1. ↑  山口裕起 大宮慎次朗 (2023년 8월 15일). “2人増え、広がる戦術　甲子園の登録選手枠18→20が与えた変化”. 아사히신문. 2024년 7월 17일에 확인함.
2. ↑  “日本の背番号導入は昭和６年の第８回センバツ大会が初　第95回大会前に記者が「センバツトーク」”. 닛칸스포츠. 2023년 1월 22일. 2024년 7월 17일에 확인함.